# 池田町屋郷土資料館
池田町屋郷土資料館（いけだまちやきょうどしりょうかん）は、岐阜県多治見市にある博物館。
一般財団法人池田町屋公民館が管理運営する。

## 概要
多治見市池田町の池田町屋公民館内の歴史資料室を「池田町屋郷土資料館」として分離し、2003年（平成15年）9月開館。建物は購入した民家を改修したものである。
多治見市池田町（旧・可児郡池田村）は、江戸時代は中山道と名古屋城下を結ぶ下街道の宿場として栄えた地である。池田町の歴史、市指定文化財の紹介、戦前戦後の生活用具や農具などを展示する。
2023年（令和5年）に岐阜県まちかど美術館・博物館に登録され、同年2月1日に知事感謝状の贈呈式が行われた。

## 主な展示物
- 池田町屋地域の民具
- 池田町屋地域の歴史資料
- 池田信号場（池田仮乗降場）に関する資料
- 戦前戦後の生活用具
- 農具
- 野村作十郎（池田町屋村出身の江戸～明治期の宮大工）の作品、資料
- 小池勇（池田村出身の明治～昭和期の政治家（岐阜県会議員、池田村村長））に関する資料

## 利用案内
- 開館時間：10:00 - 16:00
- 開館日：水曜日・土曜日・日曜日（その日が祝日、お盆、年末年始にあたる場合は休館）
- 入館料：無料

## 交通アクセス
公共交通機関
- JR中央本線多治見駅下車、徒歩で約25分。